# 唐瑟古峰
唐瑟古峰（羅馬化：Thamserku）是一座位於尼泊爾薩加瑪塔國家公園的山峰，高6608公尺。

## 資料來源
1. ↑  Nepa Maps (Pvt.Ldt. ), NE517: Everest Base Camp & Gokyo, Kathmandu, Nepal, 2013